# 実業団女子駅伝中日本大会
実業団女子駅伝中日本大会（じつぎょうだんじょしえきでんなかにほんたいかい）は、2009年から2014年まで開催された、全日本実業団対抗女子駅伝競走大会の中部地方・北陸地方の代表を決定する予選大会である。開催初年の2009年のみ中部・北陸実業団対抗女子駅伝競走の大会名で開催している。

## 概要
- 2008年まで、中部・北陸ブロックは関西（四国も関西に含む）、中国地方と併せて「淡路島女子駅伝競走大会」を開催し、この大会の成績により中部から4チーム、北陸から1チームが全国大会出場権を得ていた。
- しかし、淡路島女子駅伝のスポンサーが不況の影響で撤退し、新規協賛社の獲得も困難であったことから同大会は廃止されることになった。関西・中国の両ブロックは九州地方で行われてきた「九州実業団対抗女子駅伝競走大会」と統合し「実業団女子駅伝西日本大会」として再スタートすることになった。このため、中部・北陸ブロックについては、2009年から新たに「中部・北陸実業団対抗女子駅伝競走」として開催することになった。2010年に「実業団女子駅伝中日本大会」に名称を変更するとともに、東日本・西日本と同様に42.195kmの距離で行うようになった。
- 本大会は岐阜県の市町村対抗による「ぎふ清流地区対抗駅伝競走大会」と同時進行開催という形を取り、同一コース（区間割りは異なる）を同時にスタート、中高一般ランナーと併走する形式で実施された。
- 2015年から全日本大会の改革により、シード制の導入と予選会を全日本実業団対抗女子駅伝競走大会予選会（プリンセス駅伝in宗像・福津）に一本化することとなり、当大会も2014年限りで終了したが、「ぎふ清流地区対抗駅伝競走大会」は継続されている。

## コース概要

### 2009年
岐阜市の岐阜県庁をスタート・ゴールとする38kmのコースである。
- 第1区　岐阜県庁→小熊コミュニティセンター　7.1km
- 第2区　小熊コミュニティセンター→羽島市文化センター　2.6km
- 第3区　羽島市文化センター→岐阜県庁　9.3km
- 第4区　岐阜県庁→聖徳学園大学前　5.3km
- 第5区　聖徳学園大学前から小熊コミュニティセンター、羽島市文化センターを経由して聖徳学園大学前に戻る　8.5km
- 第6区　聖徳学園大学前→岐阜県庁　5.2km

### 2010年以降
岐阜県庁をスタート・ゴールとし、羽島市文化センターで折返し2往復する42.195kmのコースである。
- 第1区　岐阜県庁→カネヒロ　6.8km
- 第2区　カネヒロ→羽島市文化センター　4.2km
- 第3区　羽島市文化センター→岐阜県庁　10.2km
- 第4区　岐阜県庁→もえぎの里　4.6km
- 第5区　もえぎの里→羽島市文化センター（折返し）→聖徳学園大学前　11.0km
- 第6区　聖徳学園大学前→岐阜県庁　5.395km

## 全日本大会への出場チーム
- この大会は前述のとおり全日本実業団対抗女子駅伝競走大会の地区予選を兼ねている。
- 2009年は中部地方の上位3チーム、北陸地方の上位1チームの計4チームが全日本大会出場権を獲得した。
- 2010年以降は中部・北陸を中日本として一つの地区とし、2010年は4チームが全国大会の出場権を獲得した（中日本からの出場枠は毎年変動あり）。なお、2011年は東日本大震災の復興祈念大会として開催されたため、震災復興特別枠として2時間30分以内にゴールしたチームには出場権を与えたことにより参加した6チームすべてが出場権を獲得した。2012年以降も2時間23分以内にゴールしたチームには出場権が与えられる。

## 大会成績

### 中部実業団対抗女子駅伝
- ボールド体は全日本実業団対抗女子駅伝競走大会出場チーム

| 第20回 （2009年10月18日） | 第20回 （2009年10月18日） |
| ------------------------- | ------------------------- |
| 優勝                      | デンソー                  |
| 2位                       | スズキ                    |
| 3位                       | ユタカ技研                |
| 4位                       | 愛知電機                  |
| 5位                       | 小島プレス                |

### 北陸実業団対抗女子駅伝
- ボールド体は全日本実業団対抗女子駅伝競走大会出場チーム

| 第20回 （2009年10月18日） | 第20回 （2009年10月18日）          |
| ------------------------- | ---------------------------------- |
| 優勝                      | 新潟アルビレックスランニングクラブ |

### 実業団女子駅伝中日本大会
- ボールド体は全日本実業団対抗女子駅伝競走大会出場チーム

| 第1回 （2010年10月17日） | 第1回 （2010年10月17日）   |
| ------------------------ | -------------------------- |
| 優勝                     | デンソー（中部）           |
| 2位                      | 新潟アルビレックス（北陸） |
| 3位                      | ユタカ技研（中部）         |
| 4位                      | 小島プレス（中部）         |
| 5位                      | 愛知電機（中部）           |

| 第2回 （2011年10月16日） | 第2回 （2011年10月16日）   |
| ------------------------ | -------------------------- |
| 優勝                     | 豊田自動織機（中部）       |
| 2位                      | デンソー（中部）           |
| 3位                      | ユタカ技研（中部）         |
| 4位                      | 愛知電機（中部）           |
| 5位                      | 新潟アルビレックス（北陸） |
| 6位                      | 小島プレス（中部）         |

| 第3回 （2012年10月21日） | 第3回 （2012年10月21日）   |
| ------------------------ | -------------------------- |
| 優勝                     | デンソー（中部）           |
| 2位                      | 豊田自動織機（中部）       |
| 3位                      | 新潟アルビレックス（北陸） |
| 4位                      | 愛知電機（中部）           |
| 5位                      | 小島プレス（中部）         |
| 6位                      | ユタカ技研（中部）         |

| 第4回 （2013年10月20日） | 第4回 （2013年10月20日） |
| ------------------------ | ------------------------ |
| 優勝                     | デンソー（中部）         |
| 2位                      | 豊田自動織機（中部）     |
| 3位                      | ユタカ技研（中部）       |
| 4位                      | 愛知電機（中部）         |
| 5位                      | 小島プレス（中部）       |

| 第5回 （2014年10月19日） | 第5回 （2014年10月19日）   |
| ------------------------ | -------------------------- |
| 優勝                     | デンソー（中部）           |
| 2位                      | 豊田自動織機（中部）       |
| 3位                      | ユタカ技研（中部）         |
| 4位                      | 愛知電機（中部）           |
| 5位                      | 小島プレス（中部）         |
| 6位                      | 新潟アルビレックス（北陸） |